# Plan strategiczny Wspólnej Polityki Rolnej (2023-2027)
Uzasadnienie: Niszowy fragment głownego hasła, na podstawie źródeł pierwotnych, wątpliwe samodzielne WP:ENCY
Plan strategiczny Wspólnej Polityki Rolnej (2023–2027) – program działania w obszarze rolnictwa i obszarów wiejskich, zmierzający do wsparcia finansowego Wspólnej Polityki Rolnej, wynikający z Wieloletnich Ram Finansowych UE. Plan strategiczny WPR oznacza sposób działania w obszarze płatności bezpośrednie i instrumentów rynkowych oraz rozwoju obszarów wiejskich.

## Działanie PROW na lata 2021–2022
Zgodnie z regulacjami europejskimi Wieloletnie Ramy Finansowe obejmują okres siedmioletni (2021-2027). W przypadku Wspólnej Polityki Rolnej zaszła potrzeba wypracowania programu odpowiadającego zaistniałej sytuacji społeczno- gospodarczej. Zaistniały opóźnienia legislacyjne, które stworzyły niepewność i ryzyko dla unijnych rolników oraz dla całego sektora rolnego Unii Europejskiej.
W rozporządzeniu Parlamentu Europejskiego i Rady UE z 2020 r. stwierdzono, że procedura ustawodawcza odnosząca się do WPR 2021–2027 nie została zakończona w ustalonym terminie. Wprowadzono regulacje na okres przejściowy obejmujący lata 2021 i 2022. Unia Europejska kontynuowała udzielanie wsparcia w okresie przejściowym na warunkach wynikających z ram Programu Rozwoju Obszarów Wiejskich na lata 2014–2020.

## Założenia Wspólnej Polityki Rolnej
W 2021 r. Komisja Europejska przedstawiła rozporządzenia Parlamentu Europejskiego  i Rady (UE) ustanawiające przepisy dotyczące realizacji WPR w latach 2021–2027. Rozporządzenia określały kierunki zmian WPR, które oznaczają przyjęcie nowych priorytetów, zdefiniowanych celów, nastawienie na zrównoważony rozwoju, z uwzględnieniem zachodzących zmian klimatycznych. Jednocześnie proces wdrażania polityki rolnej powinien być przejrzysty i uproszczony.
Przyjęto, że WPR opierać się będzie nadal na dwóch filarach. W ramach I filara WPR realizowane będą płatności obszarowe i instrumenty rynkowe, zaś w ramach II filara wsparcie rozwoju obszarów wiejskich. I filar WPR będzie finansowany przez UE w ramach rocznych kopert finansowych, poprzez Europejski Fundusz Rolniczy Gwarancji. Z kolei II filar WPR przyjmuje postać wieloletniego programu rozwoju obszarów wiejskich, zaś środki finansowe będą wypłacane sukcesywnie krajom członkowskim w ramach Europejski Fundusz Rolny na rzecz Rozwoju Obszarów Wiejskich.

## Polski plan strategiczny WPR
Uchwałą Rada Ministrów z 2021 r. przyjęto projektu Planu Strategicznego dla Wspólnej Polityki Rolnej na lata 2023–2027, który przedłożony został przez Ministra Rolnictwa i Rozwoju Wsi.
Plan strategiczny wspiera zrównoważony rozwój polskich gospodarstw, sektor przetwórstwa oraz poprawę warunków życia i pracy w małych miejscowościach wiejskich.
Plan strategiczny wspiera zrównoważone metody gospodarowania, przyjazne klimatowi i środowisku, w tym ochronę wody, gleby i powietrza oraz bioróżnorodność. Wzmacnia różnorodność gospodarczą, w tym biogospodarkę Upowszechnia i wdraża rozwiązania naukowe i innowacyjne, w tym cyfrowe, usuwające bariery rozwojowe wsi i rolnictwa.

## Zatwierdzenie planu strategicznego
W 2022 r. Komisja Europejska zatwierdziła przygotowany przez Polskę Plan Strategiczny dla Wspólnej Polityki Rolnej na lata 2023–2027.

## Środki finansowe WPR
W ramach Planu strategicznego WPR 2023-2027 przyznano Polsce 22 mld euro, w tym 17,3 mld euro dla I filara WPR oraz 4,7 mld euro w ramach II filara WPR. Udział środków krajowych wyniesie 3,2 mld euro.